# Erouv Tavshilin

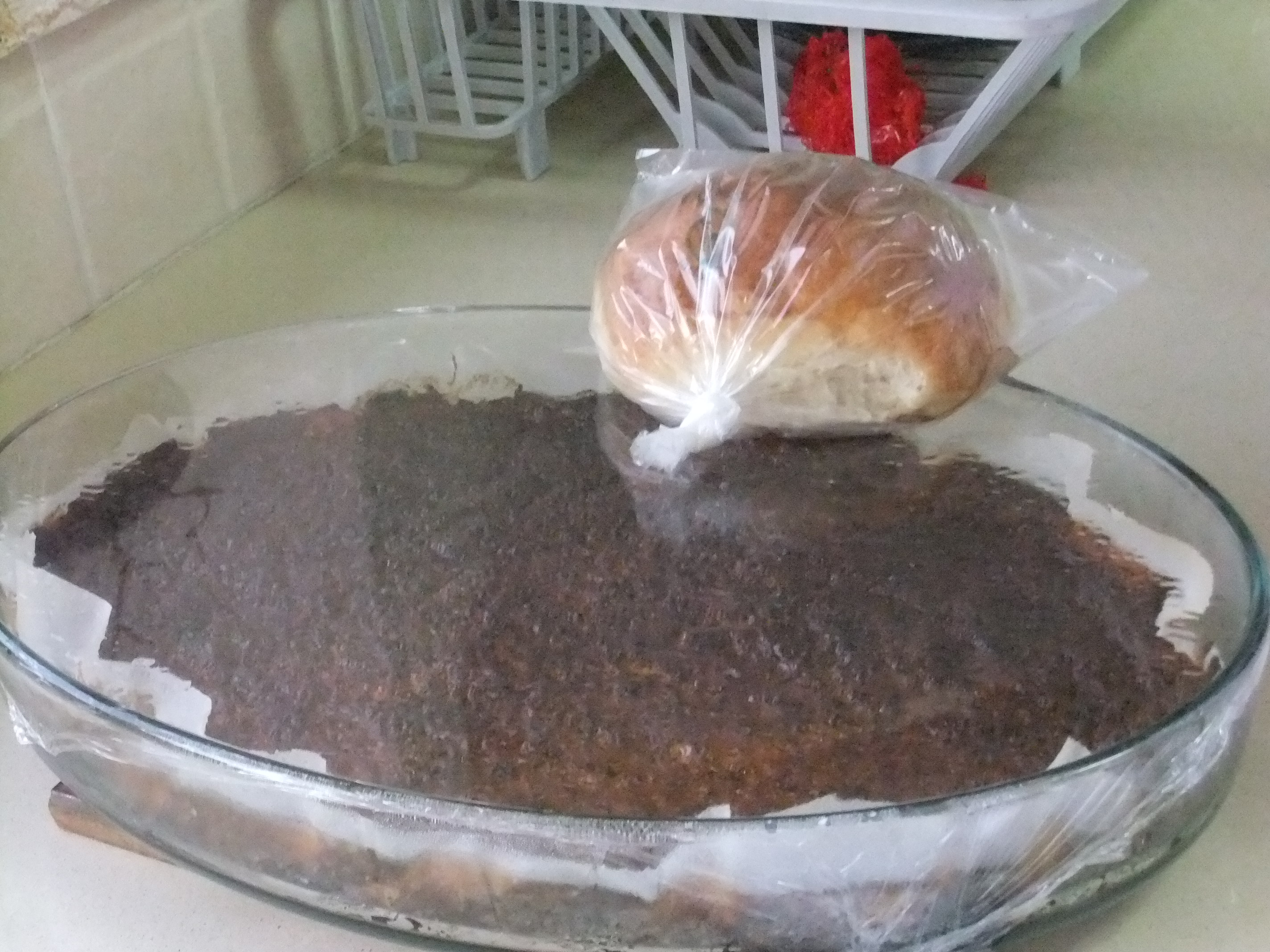
Eruv tavshilin. Du pain et un plat préparés avant Yom Tov pour être consommés le Shabat et donc emballés dans du plastique.

L’Erouv Tavshilin (hébreu : עירוב תבשילין érouv tavchiline, « mélange de plats cuisinés »)  est un décret des Sages du Talmud (takkana) qui autorise une personne à cuisiner lors d’un jour de fête de la nourriture destinée à être consommée aussi le chabbat qui le suit immédiatement. La veille du jour de fête on cuit un peu de nourriture et on boulange (au moins un beitza de farine, env. 30 grammes) destinés à être consommés le shabbat qui vient. On bénit ce qui a été préparé (Barouch atah... asher qiddeshanou bemitzvotav vetzivanou ‘al mitzvat Erouv) . Ce rituel permet de cuisiner aussi le jour de fête "en continuation" de ce plat et en l'honneur du shabbat qui va suivre le lendemain.  Ce rituel permet de contourner l’interdiction rabbinique de cuisiner pendant un jour de fête en préparation du jour suivant, même si le jour qui suit est un shabbat.

## LeErouv Tavshilindans les sources juives

### Dans la Bible hébraïque
Étant institué par les sages, le érouv tavchiline n'est pas mentionné dans la Thora. En effet, la Thora autorise toutes activités nécessaires à la préparation des repas de fête, ainsi que de cuisiner du yom tov à chabbat.

### Dans la littérature rabbinique
Le statut des yamim tovim fait l’objet du traité Beitza, septième de l’ordre Moëd (lois relatives au chabbat et aux fêtes juives). Lorsqu'un jour de fête tombe un vendredi, en principe on ne peut pas faire cuire de la nourriture pour le lendemain Shabbat. Mais le rituel du Erouv tavshilin décrit plus haut le permet. Et d'où tient-on cette règle, demande la Guemara ? De ce qu'il est écrit, répond Chemouèl : « Souviens-toi du jour du Chabbath pour le sanctifier. » Souviens-t'en car tu pourrais l'oublier. Ou bien, comme l'enseigne Rava, afin que l'on mette de côté un plat savoureux pour Chabbath comme on l'a fait pour la fête.